# Polskie Towarzystwo Biochemiczne
Polskie Towarzystwo Biochemiczne (PTBioch) – stowarzyszenie naukowe skupiające osoby zawodowo lub tylko amatorsko związane z biochemią. Celem Towarzystwa jest popieranie rozwoju nauk biochemicznych i popularyzacja ich wśród społeczeństwa.

## Historia
Pierwsze Walne Zebranie Członków PTBioch odbyło się 12 grudnia 1958 w Warszawie. Dokonano wtedy wyboru pierwszego prezesa PTBioch. Został nim profesor Bolesław Skarżyński, który pełnił swoją funkcję w kadencji 1959–1961. Następnie funkcje prezesów pełnili:
- Bronisław Filipowicz (1961–1963)
- Kazimierz Zakrzewski (1963–1965–1967)
- Zofia Zielińska (1967–1969–1971)
- Tomasz Borkowski (1971–1974)
- Lech Wojtczak (1974–1977–1980)
- Kazimierz Zakrzewski (1980–1983–1986)
- Zofia Porembska (1986–1989–1992)
- Liliana Konarska (1992–1995–1998)
- Jolanta Barańska (1998–2001–2005)
- Lech Wojtczak (2005–2008)
- Andrzej Dżugaj (2008–2011–2014)
- Andrzej Legocki (2014–2022)
- Adam Szewczyk (2022– )[2]

## Działalność
Towarzystwo jest członkiem Federation of European Biochemical Societies (FEBS). Wydaje dwa czasopisma: Acta Biochimica Polonica (od 1954) oraz kwartalnik Postępy Biochemii (od 2001). Organizuje doroczne zjazdy biochemików oraz liczne konferencje specjalistyczne (m.in. konferencje im. J.K. Parnasa, kongresy FEBS). 

## Nagrody i stypendia
Polskie Towarzystwo Biochemiczne przyznaje następujące nagrody i stypendia:
- nagroda im. Antoniego Dmochowskiego za osiągnięcia w nauczaniu biochemii, biologii molekularnej i biotechnologii (przyznawana od roku 1996)
- nagroda im. Włodzimierza Mozołowskiego dla młodych biochemików (przyznawana od roku 1968)
- nagroda im. Jakuba Karola Parnasa za najlepszą pracę doświadczalną z zakresu biochemii lub biologii molekularnej wykonaną całkowicie w pracowni na terenie Polski (przyznawana od roku 2009)
- nagroda im. Bolesława Skarżyńskiego za najlepszy artykuł w kwartalniku „Postępy Biochemii” ((przyznawana od roku 1962)
- nagroda im. Bronisława Filipowicza za popularyzację biochemii i nauk pokrewnych (przyznawana od 2001 roku)
- nagroda im. Witolda Drabikowskiego Polskiego Towarzystwa Biochemicznego i firmy Merck Sp. z o.o. za najlepszą pracę doktorską z biochemii (przyznawana od roku 2006)
- nagroda za najlepszą pracę z chemii i biochemii kwasów nukleinowych (przyznawana od roku 1997)
- stypendium im. Janiny Opieńskiej-Blauth dla studentów uczestniczących w  Zjeździe Polskiego Towarzystwa Biochemicznego  (przyznawana od roku 1998)